# 登米市立豊里小中学校
登米市立豊里小・中学校（とめしりつ とよさとしょうちゅうがっこう）は、宮城県登米市にある公立小中一貫校。

## 特色
子ども読書活動推進に関する先進的・特色のある活動を行っている。朝の読書タイムを設け、そのための本（教科書に出てくる本）を教室に常時設置している。

## 沿革
- 2004年（平成16年）4月 小中一貫教育開始。（豊里町立豊里小学校と豊里町立豊里中学校）
- 2006年（平成18年）4月 一人校長制となる。（登米市立豊里小学校と登米市立豊里中学校）
- 2007年（平成19年）4月 校舎一体型小中一貫教育校の豊里小・中学校としてスタート。基礎学力の向上、英語力の向上、社会性の育成を目指し、9年間の義務教育を一体のものととらえた教育活動に取り組む[2][3]。

## 学区
旧豊里町全域

## アクセス
- JR東日本気仙沼線陸前豊里駅より徒歩10分
- 三陸沿岸道路桃生豊里I.Cより車で5分